# Санта Хуста клан
Санта Хуста клан (шп. Santa Justa Klan, скраћено СХК (SJK) је била шпанска музичка група, настала 2005. за време снимања серије "Серанови". Чланови групе су били млађи глумци из серије: Виктор Елијас (Гиље), Наталија Санчез (Тете), Адријан Родригез (ДВД) и Андрес де ла Круз (Боличе). Група је снимила два албума која су у Шпанији продата у платинастим тиражима. 

## Историја
Године 2006. група је објавила други студијски албум под насловом "Ostia Puta". Иако се продао у платинастом тиражу, албум није био тако успешан као први, па се група распала након завршетка снимања серије Серанови.

## Дискографија
- (Од 1 до 10),
- (Пуном паром),
- (Ја сам легенда),
- (Не занима ме љубав).
- (Пољуби ме),
- (Мислим о теби стално),
- (Са Анџелином Жоли ме хвата језа),
- (Професорка енглеског),
- (Збогом тата),
- (Метросексуалац).